# Заради любові до не-матері
Заради любові до не-матері (англ. «For Love of Mother-Not»)— науково-фантастичний роман американського письменника Алана Діна Фостера, вперше опублікований у 1983 році. Книга є хронологічно першою в серії про Піпа та Флінкса, хоча вона була написана четвертою, як приквел, щоб допомогти конкретизувати ранню історію Флінкса.

## Вступ до сюжету
Флінкс — молодий хлопець, якого вирізняють веснянки та яскраво-руде волосся. Його зелені очі тримають дивно переконливий погляд.
Розповідь про Флінкса починається в цьому романі, присвяченому його ранньому дитинству, коли він зростав із матінкою Мастіф на планеті Мот. Молодий Філіп Лінкс купується на рабському аукціоні матінкою-Мастиф за сто кредитів. Роками ця стара майже 100-річна жінка, майстриня торгівлі, була його єдиною родиною. Вона любила його, годувала, навчила всьому, що знала — навіть дозволила йому тримати смертоносну летючу змію, яку він називав Піпом.
Протягом багатьох років вона виховує його з любов’ю, знаннями та навіть небезпечним вихованцем — Піпом, смертоносним літаючим драконом. Їхній зв’язок поглиблюється, коли вони живуть разом на планеті Мот. Флінкс володіє надзвичайними емпатичними здібностями, відомими як Талант, — він здатний проектувати емоції та читати емоції інших. Однак Флінкс не знає про наслідки цього унікального дару. Тим часом Піп служить і компаньйоном, і захисником. Дитинство Флінкса наповнене таємницею, любов’ю та цілеспрямованістю, яка вкорінена в турботі матінки Мастіф. Пізніше матіка Мастиф також розуміє, що Флінкс навмисно нав’язав їй бажання купити хлопчика, а його бажання бути купленим.
Після багатьох років виховання хлопчика, повне походження якого невідоме його прийомній матері, вона раптово таємничим чином зникає. Флінкс взявши Піпа, переслідує її викрадачів через дощовий світ Мота. У лісах і болотах крилатого світу під назвою Мот їхньою єдиною зброєю була отрута Піпа... і незвичайні таланти Флінкса. Водночас, на своєму шляху він бореться зі своїми здібностями, які приводять його до неочікуваних союзників. Ці союзники стають вирішальними в його зусиллях вистежити матінку Мастиф. У приголомшливому повороті Флінкс виявляє, що за викраденням стоїть тіньова наукова група таємниче Товариство Меліораре, група, яка, як відомо, експериментувала з євгенікою, що цілком могло бути джерелом незвичайних талантів Флінкса. Організація прагне використати повноваження Флінкса для своїх цілей.
У приголомшливому протистоянні Піп і Флінкс протистоять поплічникам товариства. Адже Піп не просто змія з крилами, він — алеспінський мінідракон, що надзвичайно посилює здібності підлітка та є природним сімбіонтом емпата. Моральний компас Флінкса проходить останнє випробування. Кульмінаційний момент змушує його протистояти не лише викрадачам, але й сутності того, ким він є. Після серії зрад, несподіванок і важких рішень Флінкс знаходить ключ до порятунку матінки Мастиф. Кульмінація насичена діями та глибоко емоційна, резонуючи з темами жертовності та кохання.

## Подібності до інших творів
Сюжет розгортається на одній планеті, Мот, але дія інших книг набагато більше розгортається в космосі з різними інопланетними культурами — скоріше в дусі «Світу-кільця» Ларрі Нівена.